# Almabor
Az almabor (angolul cider, franciául cidre) az alma levének megerjesztésével nyert alkoholos ital. A kereskedelmi forgalomban Magyarországon és Európa-szerte egyaránt a francia stílusú, alacsony alkoholtartalmú, szénsavas almabor a legelterjedtebb, melyet nemzetközileg egységesen cider néven népszerűsítenek. Ez a fajta almabor hagyományosan a száraz pezsgőhöz hasonlóan készül natúr almamustból, sok népszerű márka azonban csak az alkoholtartalom és a szénsavasság tekintetében imitálja ezt a hagyományt – gyakoriak az erősen cukrozott és vizezett almaléből erjesztett, hozzáadott szén-dioxiddal és ízesítőkkel gyártott almaborok. Az almabor nyugati kultúrájához szorosan kötődik a körtebor (angolul perry, franciául poiré), ezért divatosak a körteízesítésű almaborok is, de gyakran egyéb gyümölcsízeket is felhasználnak. Az almaborból gyakran szeszt főznek; a leghíresebb almaborpárlat a francia calvados.
Magyarországon a nagy tömegű almatermesztés és az egyes években bő termés teszi indokolttá, illetve nyújt lehetőséget az almabor készítésére. Borkészítésre az őszi érésű almák bármely fajtája alkalmas lehet, de az éretlen és hullott gyümölcs minőségi házi bor készítésére nem alkalmas.
Az elmúlt évtizedekben főleg a konzervgyárak éltek ezzel a lehetőséggel. A bő almatermések idején a nagy mennyiségű, de nem piacképes (apró, hibás küllemű), vagy exportból visszamaradt almát alacsony áron felvásárolták, és három megkülönböztetett minőségben, palackozva hozták forgalomba.
| Gyümölcs megnevezése | Lényeredék(%) | Cukortartalom(%) | Savtartalom(‰) |
| Alma                 | 60 – 65       | 8                | 6              |

Az almabor előállításánál nagyon fontos a tiszta, gyors feldolgozás, mert a természetes cukortartalma nagyon csekély, és ezért hajlamos az ecetesedésre, borbetegségekre. Nagyobb mennyiség készítésekor javasolt a borélesztő használata.
Az erjesztéshez kotyogó használatával kizárjuk a levegőt, és segít abban is, hogy figyelemmel kísérjük az erjedés lefolyását.
Ha egy bor alkoholtartalma 11% alatt van, nem tartható el hosszabb ideig. Az ilyen borokat száraz asztali bornak is nevezzük, ezek nem tartoznak a minőségi borok kategóriájába. Azok a borok, amelyek már elégséges 11%-os, vagy nagyobb alkoholtartalmúak, kénezés és pasztőrözés nélkül is eltarthatók.

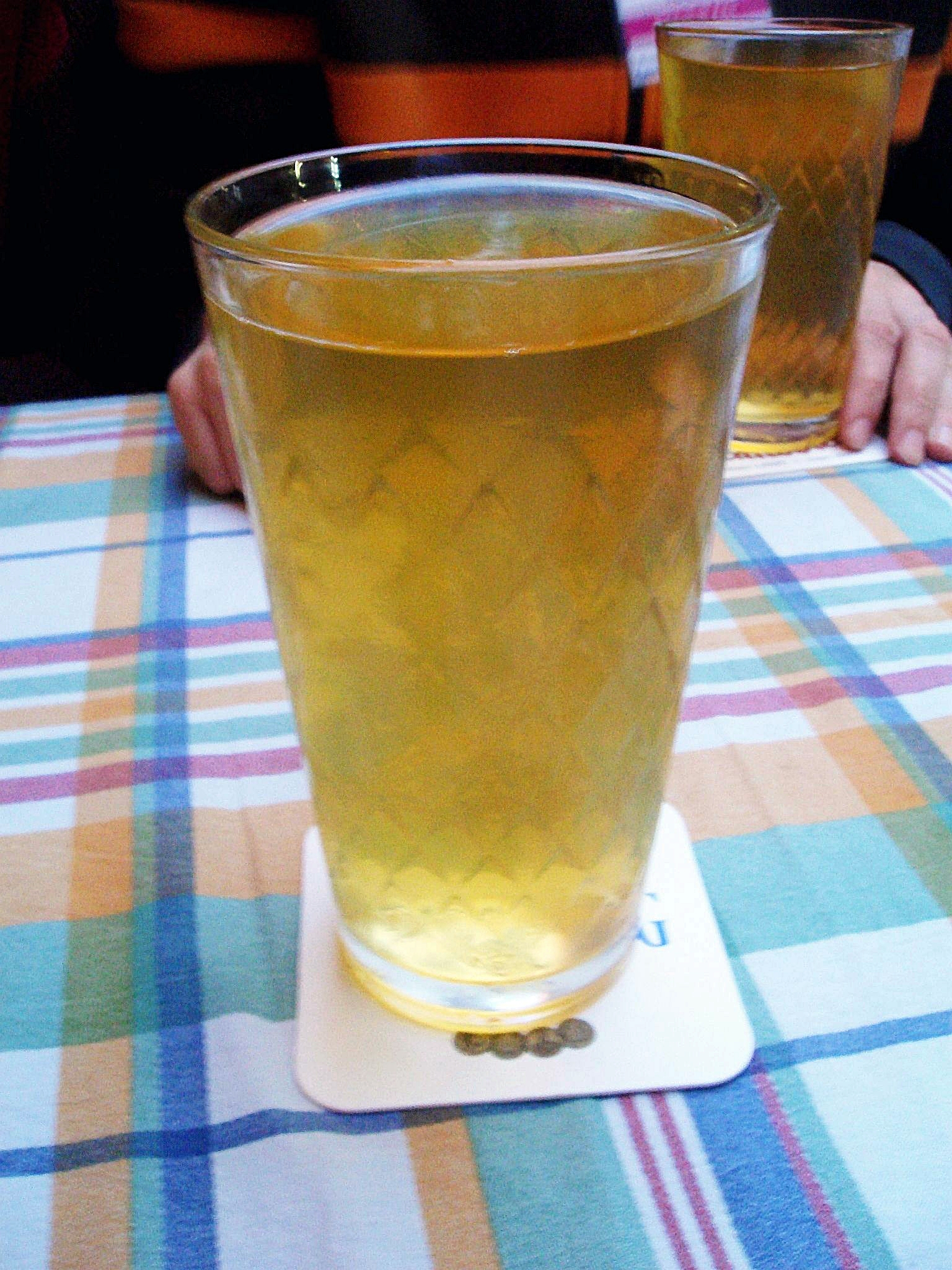
Almabor pohárban

## Száraz almabor
Az alma átlagos lényeredéke 65%, ami azt jelenti, hogy 1 liter almalevet 1,5 kg almából nyerhetünk. Érett állapotban feldolgozott 1 liter gyümölcslében 120 g cukor van, ez a mennyiség csak kb. 6% alkoholtartalmat eredményez a borban.
Eltarthatóságát gyors (gépi) feldolgozással, többszöri fejtéssel, kénezéssel és tartósítószerekkel biztosítják. Az ilyen csekély alkoholtartalmú bor hajlamos a borbetegségekre. Ha a palackozás után felnyitott bort néhány órára nyitva hagyjuk, a levegővel érintkezve borvirág, vagy penészesedés lép fel. Ha nem palackozzuk az így készült almabort, azt két héten belül el kell fogyasztani.
Mindezek ellenére kedvelt borfajta, amely szódavíz vagy ásványvíz hozzáadásával a nyári nagy melegek idején kellemes italú üdítő. Csekély alkoholfoka miatt salátaöntetek ízesítője, de a gyermekek részére bólékészítésére is használható.

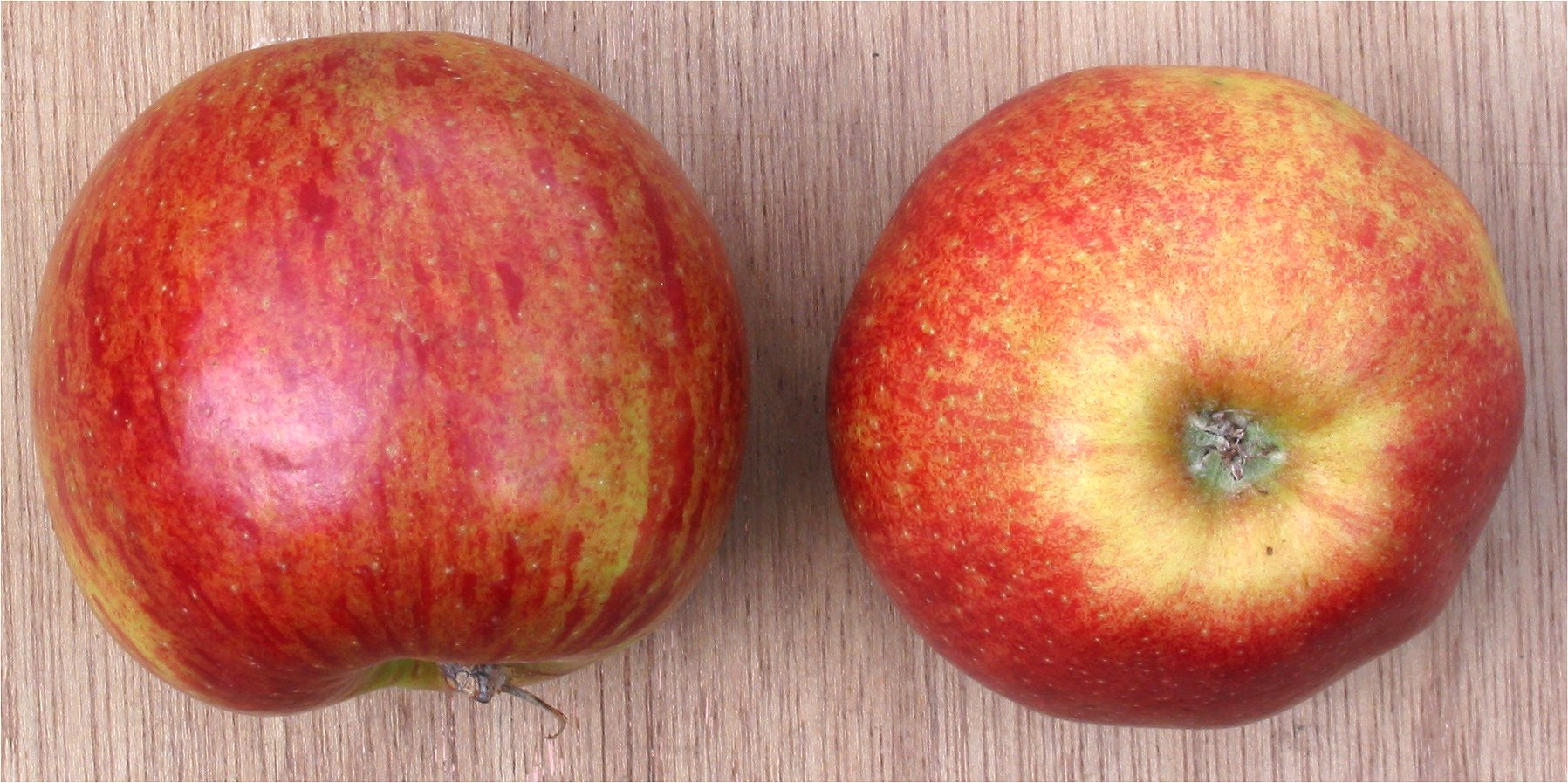
Érett Jonagold almák

### Cukrozott almabor
A Száraz almabornál leírt módon készítik, a kisajtolt tiszta gyümölcsléhez literenként 12-14 dkg cukrot kell hozzáadni. Eltarthatósága a 11% alkoholtartalmának köszönhetően jobb, mint a száraz almaboré, de hosszabb ideig csak palackozva, pasztőrözéssel, legfeljebb 2 évig tartható el.

### Csemege almabor
Az ilyen bor készítése nagy gyakorlatot, az érési folyamat befejezéséig megfelelő körülmények biztosítását, nagy figyelmet igényel. A készítés módja megegyezik az előbbiekével, de 20-24 dkg cukrot számítunk 1 liter "tiszta léhez", és az egyenletes forrás érdekében ezt két vagy három részletben adjuk hozzá.
Mivel az alma kevés savat tartalmaz, a sav pótlásáról gondoskodni kell. (Lásd: A GYÜMÖLCSLÉ ALKOTÓRÉSZEI táblázat.) Erjesztés során biztosítani kell a helyiség egyenletes hőmérsékletét, többszöri fejtés után édesítjük, kénezzük. Palackozását követően pasztőrözni kell. Legfeljebb két évig tárolható.

### Birsalmabor
Ugyanúgy készíthető, mint a csemege almabor, de kemény állaga miatt több munkaráfordítást igényel a tisztítása, darabolása és a préselése is, ezért kevesebben vállalkoznak rá. Birsalmából készíthető a legjobb minőségű almabor, de az alapanyag és az előállítás költsége magasabb.
Az almaborok készítésekor a 8 ezrelék savtartalom megfelelő, hígítani nem szabad. Csemegebor készítésekor a hozzáadott cukor miatt, a sav pótlásáról is gondoskodni kell. Kellemes íze miatt sokan kedvelik, de bólék, frissítők alapanyagaként, friss saláták készítésénél is használják. Nagyobb mennyiség készítésekor, ajánlott a bor pasztőrözése. Palackérettségi vizsgálata után zöld (sötét) üvegekbe palackozzák.

## Külföldi almaborok
Az almabor vagy más néven cider, egy jellemzően almából, erjesztéssel készített, kellemes savanykás ízű, alkoholos ital, melyet főleg Franciaországban, Finnországban, Észtországban, Németországban, Ausztria némely vidékein és Angliában készítenek.

### Cider készítése
Hozzávalók
A hagyományos, ciderhez való alma apró, kemény, ehetetlen, nagyon rostos és keserű. Kétféle almát használnak a gyártáshoz, a keserű-édest és a keserű-élest. Ezen kétféle alma erjedt levének elegye adja a cider jellegzetes, erős ízét és aromáját.
A világ más részein étkezési célú gyümölcsöt és rétesalmát is használnak, hogy az édes és éles jelleget létrehozzák. Az ilyen gyümölcsből készült almaborok karaktere különbözik az almaborhoz való almából készült boroktól.
Szüretelés
Hagyományosan az almafát megrázták egy kampós végű rúddal, és a gyümölcsöt kézzel szedték fel. A herefordshire-i Old Standard Orchards (régi, standard gyümölcsös) területén ez még mindig így zajlik, mivel a hagyományosan nagy almafákat nem lehet géppel szüretelni. A gépi szüretelés előnye a gyorsaság, azonban a gyümölcsöt több ütődés éri. A gépi szüretelésű almát gyorsabban fel kell dolgozni, mint a hagyományos módon szüretelt gyümölcsöt.
Őrlés és préselés
Mivel a bornak való almát hagyományos módon lerázzák a fáról, és a földről szedik fel, néha levelesek, füvesek, gyakran sárosak. Ezért az almákat az almatároló veremből egy vízzel teli csatornán juttatják az almamosóba. Az almák egy folyamatosan mozgó szállítószalagra kerülnek, amely lehetővé teszi, hogy a víz keresztülmenjen rajta levelek, ágak, fű vagy sár nélkül. Az almák a friss vízsugár alá, majd a mosóból egy szállítócsigába kerülnek, víz pedig a mosó alján távozik egy szűrőbe, ahol a szilárd anyagokat eltávolítják, a víz pedig visszafolyik a csatornába, ahol további gyümölcsöt szállít a malomba. A keletkezett hulladékot ezután újrahasznosítják.
Mosás után a gyümölcsöt a szállítócsiga a malom feletti garatba juttatja. A garatba 10 tonna gyümölcs fér, amely a gravitáció segítségével beleesik a Bucher feldolgozóba. A feldolgozó egy sor, gyorsan forgó acélkésből áll, amelyek óránként 16 tonna gyümölcsöt aprítanak péppé.
A félig szilárd pépet egy pumpa a puffertartályba szállítja, biztosítva, hogy a présbe mindig kerüljön pép, és mikor épp nem kerül pép a présbe, az üzem így is tovább működjön. Mialatt a pép a tartályban van, a gyümölcs héjában található enzimek dolgozni kezdenek, és a gyümölcs levének ízét feljavítják.
A pumpa a pépet a Bucher présbe szállítja, ahol kivonják a levet. Körülbelül egy tonnányi pép kerül a présbe, amely rengeteg csillag alakú, anyagba burkolt, speciális műanyag szűrőből áll. Ahogy a prés hordója a rögzített véghez nyomódik, a hordó lassan forog, és a lé átpréselődik a szűrőn, majd lecsorog a csillag alakú szűrőprofilok közepén keresztül a légyűjtő tartályba. A számítógépes vezérlés megfordítja a hidraulikát, amely így visszafelé mozgatja a prés hordóját, és lehetővé teszi, hogy újabb adag pép kerüljön a présbe. Ez addig folytatódik, amíg a prés meg nem telik, és ekkor a pép egy hosszabb, utolsó nyomást kap. Körülbelül másfél óra leforgása alatt 9 tonna pépet dolgoznak fel, amelyből 175 gallon lé keletkezik egy tonnányi gyümölcsre, és ez másfél tonna almabortörkölyt eredményez. A gyűjtőtartályból a levet egy folyadékos szintkapcsoló segítségével továbbítják a fermentálóba.
Amikor a préselési ciklus véget ért, a prés hordója, majd a külső borítás visszahúzódik, eztán a prés belseje kinyílik, hogy a szállítócsiga segítségével egy tartályba kerülhessen a préselt törköly, amelyből az elszállítás után állati takarmány készül. A kiürítés után a prés visszazárul, és az egész folyamat újból kezdődik.

## Fermentálás
A levet a hagyományos tölgyfa fermentálóedényekbe pumpálják. Az almabornak érési periódusra van szüksége fermentálás után, hogy teljes karaktere kifejlődjön.
Az érlelés után az almabort megtisztítják, édesítik, lehűtik, illetve szénsavval dúsítják, az előírások szerint.